# Macarostola miniella
Macarostola miniella är en fjärilsart som först beskrevs av Felder och Alois Friedrich Rogenhofer 1875.  Macarostola miniella ingår i släktet Macarostola och familjen styltmalar.
Artens utbredningsområde är:
- Afghanistan.
- Frankrike.
- Seychellerna.

Inga underarter finns listade i Catalogue of Life.